# Sander Machwitz
Sander Machwitz (– nach Juli 1420) war ein Deutschordensritter und Landvogt der Neumark.

## Leben
Seine Herkunft ist unbekannt. Der Ordensritter Heinrich Machwitz, der 1317 in Frauenburg im Ermland erwähnt wurde, war möglicherweise ein Verwandter, ebenso Otto Machwitz, der 1462 Starost von Danzig war.
Von Sander Machwitz sind einige Urkunden und Briefe aus den Jahren von 1413 bis 1420 bekannt, in denen er Ordensvogt in Schivelbein und Landvogt der Neumark war.